# Ella Poljakovová
Ella Michailovna Poljakovová (* 7. února 1941) je ruská aktivistka, členka rady prezidenta Vladimira Putina pro lidská práva. Je také předsedkyní nevládní organizace Matky vojáků v Petrohradě. Organizace Matky vojáků, i její petrohradská pobočka, je financována ministerstvem zahraničí USA prostřednictvím National Endowment for Democracy, proto je ruskými úřady počítána mezi „zahraniční agenty“.

## Vyjádření k válce na Ukrajině
V situaci, kdy oficiální ruští představitelé popírají, že by na Ukrajině válčily ruské jednotky, Poljakovová uvedla, že Rusko tam podniklo „invazi“. „Pokud jsou na rozkaz velitele na území jiného státu masy lidí v tancích nebo obrněných transportérech a používají těžké zbraně, považuji to za invazi,“ řekla v závěru srpna 2014.
Poljakovová také uvedla, že v polovině srpna 2014 během bojů u obce Snižne na východě Ukrajiny přišlo o život více než sto ruských vojáků, když se jejich kolona nákladních vozů naložených municí ocitla pod palbou raketometů Grad. Asi 300 lidí přitom podle ní bylo zraněno.
Po vyjádření Poljakovové ruské ministerstvo spravedlnosti přidalo jí vedenou organizaci Matky vojáků v Petrohradě na seznam „zahraničních agentů“, jak se podle zákona z roku 2012 musí označovat organizace přijímající peníze ze zahraničí. Poljakovová však trvá na tom, že její organizace zahraniční finance nepřijímá. Rozhodnutí ministerstva proto považuje za nezákonné a chce jej napadnout u soudu. Podle ředitele moskevské pobočky Amnesty International Sergeje Nikitina je načasování rozhodnutí dokladem toho, že Kreml je rozhodnut umlčet své kritiky a potlačovat informace dokazující, že Rusko se přímo účastní konfliktu na Ukrajině.